# Los Avelinos
Los Avelinos es una danza tradicional del distrito de San Jerónimo de Tunán, en la región Junín, Perú, vinculada a las festividades patronales en honor a San Jerónimo y San Roque, celebradas en los meses de agosto y septiembre, respectivamente. El trasfondo histórico de esta danza alude a la heroica participación de los pueblos del Valle del Mantaro, en particular al distrito de San Jerónimo de Tunán, durante la Campaña de La Breña durante la Guerra del Pacífico. Asimismo, la apariencia de los personajes de esta danza hacen referencia a los huishotos, un cuerpo de espionaje constituido por jóvenes disfrazados de pordioseros que simulaban locura, elegidos para recabar información sobre los planes y los movimientos del enemigo, o a los chutos, aquellos sobrevivientes que regresaban de la guerra hambrientos y vestidos con harapos.

## Origen
Esta coreografía se presenta cada año, el 16 de agosto para celebrar a "San Roque" y el 30 de septiembre para celebrar al patrón del pueblo "San Jerónimo".
Según la antropóloga Zoila Mendoza W., el origen de la danza de Los Avelinos se puede identificar a finales del siglo XIX, en 1889, cuando cinco jóvenes del pueblo de San Jerónimo de Tunan crearon una “pandilla” de pobres para la fiesta de San Roque. Estas personas adoptaron como vestimenta ropas de sobreviviente, ropas rotas de "chuto". Con los años, cada vez más jóvenes danzantes adoptan esta costumbre para celebrar las fiestas de San Roque hasta que, en el año 1914, se redacta el primer libreto cómico para la presentación de las pandillas y se presenta por primera vez una orquesta de acompañamiento. En 1918, la pandilla, formada mayormente por artesanos y mineros, se autodenomina “Auxilios Mutuos San Roque”  y  empieza a hacer presencia de manera permanente en la fiesta de San Roque. En 1940, se forma Sociedad Auxilios Mutuos Deportivo Independiente. Para esta década, esta celebración en homenaje a San Roque, junto a la popularidad de las sociedades y sus agrupaciones de avelinos, se habrían de extender en todo los estratos de la sociedad de San Jerónimo, así como entre las comunidades migrantes residentes en la capital. Estas asociaciones se propusieron mantener la celebración de la festividad y la danza, así como otorgar beneficios sociales a la población pobre del pueblo de San Jerónimo de Tunan. Los Avelinos, por su parte, amenizan y financian la celebración.

## Vestimenta
El traje utilizado por los danzantes consta de un terno de género oscuro al que cosen retazos de terno de colores oscuros (negro, marro, azul, gris, etc.) El danzante utiliza una máscara de tela/cuero de oveja que representa un rostro caricaturizado que incluye una nariz exagerada. También hay máscaras con rostros de ciervos u otros animales, lo que les provee de una gran carga de identidad alegórica, y una estética definida y peculiar. Asimismo, pueden utilizar pasamontañas o máscaras barbadas en tela de badana y pueden portar mochilas y armas guerreras en las manos. Sobre la cabeza, utilizan un sombrero de fieltro de forma cónica, calzan ojotas (yankees) y sobre los hombros portan una manta de lana de oveja  denominada como Uhuishcata, dentro de la que llevan la comida para el Shacteo, o el momento de comer.

## Coreografía
Esta danza está compuesta por un grupo de hombres, generalmente en un número de diez o quince, encabezados por un "presidente" o un líder con los que recorren las calles del pueblo a paso de trote en una formación de tres o cuatro filas. Estos bailes y recorridos se suceden desde la víspera hasta el final de la celebración. Eventualmente, en algunas plazas o calles, los bailarines se dispersan de manera desordenada para interactuar con los espectadores.
Por definición, esta puede ser considerada una danza de coreografía libre, ya que esta se compone por unos pasos de baile simples con un balanceo rítmico que se desplazan a manera de un “pasacalle”. En un determinado momento de la danza, ocurre el Shacteo, en el cual los danzantes sirven bebida y comida al público participante, incluyendo a las autoridades, en platos y copas pequeños, siendo la comida preparada a base de cuy, cerdo, pollo, etc. Al servir el alimento, el danzante imita los sonidos emitidos por el animal respectivo.
La música que acompaña a la danza de los Avelinos en interpretada por una "orquesta típica" que conserva las tradiciones musicales de la región, ejecutándose con instrumentos de uso popular en la región como la tinya, un tambor de origen precolombino y el wacra puku, una corneta hecha de cuerno de toro. Asimismo, incorporan instrumentos de cuerda como el violín o el arpa andina, o instrumentos de viento como el clarinete y el saxofón.

## Patrimonio Cultural de la Nación
El 31 de julio de 2008, el Instituto Nacional de Cultura (INC) declaró el baile de Los Avelinos en el distrito de San Jerónimo de Tunan como patrimonio cultural nacional. La danza de Los Avelinos constituye, por su contenido histórico, cultural, social y religioso, un soporte de la identidad colectiva de los pueblos de la sierra central en particular y del país.